# Lord of War
Lord of War (bra: O Senhor das Armas; prt: O Senhor da Guerra) é um filme de guerra policial de 2005, escrito, produzido e dirigido por Andrew Niccol, co-produzido e estrelado por Nicolas Cage. Foi lançado nos Estados Unidos em 16 de setembro 2005, com o DVD em 17 de janeiro de 2006 e do Blu-ray Disc em 27 de julho de 2006. Cage desempenha um traficante de armas ilegais, com semelhanças com o revendedor pós-soviético Viktor Bout. O filme foi oficialmente aprovado pelo grupo de direitos humanos Anistia Internacional para destacar o tráfico de armas por parte da indústria internacional de armas.

## Enredo
O filme começa com Yuri Orlov declarando, "Há mais de 550 milhões de armas de fogo em circulação no mundo. É uma arma para cada doze pessoas no planeta. A única questão é: Como armamos as outras onze?" Começam então os créditos de abertura, mostrando a viagem de uma bala de fuzil, desde a fábrica no leste europeu até a cabeça de uma criança africana.
O resto do filme é contado em flashback, começando nos anos 1980 e acabando na cena inicial.
Narrando ao fundo (voiceover), Yuri Orlov descreve como se tornara um comerciante de armas. A família de Yuri, quando este ainda era jovem, emigrou da Ucrânia para os Estados Unidos. A família fingia ser judia para que pudesse receber benefícios migratórios, e possuía um pequeno restaurante, o que era útil, afinal, "as pessoas sempre vão ter que comer". Depois de Yuri presenciar a morte de dois capangas por um chefe da máfia russa, decide prover uma outra necessidade humana: armas de fogo.
Antes de levar sua nova empreitada a sério, aproxima-se de Simeon Weisz, um negociador de armas já experiente, numa feira de armas, oferecendo um negócio. Weisz não lhe dá ouvidos, tachando-o de amador. Yuri então leva adiante uma parceria com seu irmão, Vitaly, e começa a vender armas de fogo. Todas as suas identidades falsas, documentos secretos e objetos importantes são guardados por ele num contêiner localizado num porto ermo. Seu primeiro negócio de monta foi vender rifles M16 estadunidenses abandonados pelos aliados após a Guerra do Líbano de 1982.
À medida que crescem os negócios, Yuri (narrando ao fundo) conta sobre seu primeiro incidente com Jack Valentine, um pertinaz agente da Interpol, incorruptível. O primeiro dos vários encontros entre os dois durante todo o filme acontece quando Yuri está a bordo do navio Kristol, num esquema de contrabando. Ainda em alto mar, recebe uma ligação, alertando-o sobre o risco que corria de ser interceptado, já que autoridades foram avisadas do esquema ilegal. Yuri rapidamente toma providências para que troquem a bandeira e o nome pintado no casco do navio. Jack Valentine, o agente da Interpol, intercepta-o e sobe a bordo, mas não encontra evidência alguma do contrabando.
Num de seus negócios com um narcotraficante colombiano, Yuri é pago em cocaína, ao invés de dinheiro. Recusa o pagamento, acaba sendo baleado, mas sai vivo, e com a droga em pagamento. No táxi, a caminho do hotel, abre um dos pacotes da droga, dirige-se ao irmão e diz: "vamos celebrar". Depois deste episódio, Vitaly, seu irmão, acaba se tornando viciado, e Yuri o conduz a um centro de reabilitação, tendo que conduzir os negócios, dali em diante, sozinho. Neste intermédio, acaba por conhecer a modelo Ava Fontaine, de quem era há tempos fã inconteste, e terminam por se casar, tendo inclusive um filho.
Seus negócios continuam diminutos, mas finalmente Yuri consegue sua chance de ouro com o colapso da União Soviética. A renúncia de Gorbachev, mostrada ao vivo pela televisão, no natal de 1991, deixa Yuri mais entusiasmado que nunca. Contata então seu tio Dimitri, general reformado do Exército Vermelho, e deixado na ocasião em mero assento burocrático. O novo Estado ucraniano se alevanta, e enquanto isso desmantela-se todo o antigo arsenal soviético. Yuri não deixa a chance passar em branco, e compra centenas de tanques, fuzis e outras armas a preços ínfimos, para posteriormente revendê-los.
Enquanto isso, o agente Jack, da Interpol, continua a perseguir Yuri, quase o capturando quando o encontra transferindo um helicóptero Mi-24 Hind para um navio com destino a Burkina Faso. Afortunadamente, Yuri descobre uma brecha legal que possibilitaria a exportação do helicótero militar: convertendo-o numa aeronave civil, desprovida das armas. Jack Valentine não tem outra saída senão liberar Yuri.
Pouco tempo depois, Dimitri é assassinado ao adentrar num carro-bomba, tramado por Weisz. Yuri começa a vender armas para o ditador da Libéria, país da África Ocidental. O ditador liberiano é chamado, no filme, André Baptiste, mas tudo indica que tenha sido baseado no ex-ditador Charles Ghankay Taylor. Jack continua sua busca por evidências que incriminem Yuri, e no lixo de sua casa encontra documentos que evidenciam um próximo contrabando a ser realizado para Serra Leoa.
A caminho de Serra Leoa, num avião cargueiro Antonov An-12, Yuri e a tripulação são interceptados por um avião a jato, L-39. Encurralado, Yuri ordena que o piloto pouse a aeronave numa pista de terra em meio a um vilarejo, sabendo que seria impossível o jato fazer o mesmo. Depois de pousarem, os pilotos desaparecem, e Yuri abre o carregamento para que os aldeões os levassem embora. Em pouco tempo não sobra nada, nem do carregamento, muito menos do avião. Quando Jack finalmente chega, furioso que estava, decide deter Yuri por 24 horas, o máximo permitido para uma detenção sem provas, mas fica impedido novamente de efetuar-lhe a prisão.
Até então, Yuri havia estabelecido um bom relacionamento com o ditador André Baptiste, mas fica horrorizado quando este capture seu antigo algoz, Weisz, como um presente para Yuri. Baptiste oferece-lhe uma arma e, apesar de hesitar, Yuri desfere-lhe o tiro fatal. Ainda na Libéria, Yuri cheira uma mistura de cocaína e pólvora, conhecida como "brown-brown", ficando severamente atordoado.
Jack continua de olho em Yuri, e revela a sua mulher, Ava, que ele é na realidade um traficante de armas, fato que ela desconhecia. Em princípio, Ava não acredita, mas se dá conta de que é tudo verdade. Ava o defronta, instigando-o a parar com tal tipo de negócios. Yuri tenta trabalhar em outros ramos, mas reclama das baixas taxas de lucros e da dura competição, resumidas em sua fala "O problema de ter um negócio legal? Muitas pessoas também têm, o que não leva ao lucro". Um ano depois, André Baptiste e seu filho, a caminho duma reunião das Nações Unidas, fazem uma parada no apartamento de Nova Iorque de Yuri para visitá-lo. Presenteiam-no com um diamante, exortando Yuri a retomar o antigo negócio, e este cede.
Ele leva agora o irmão Vitaly para um acordo a ser feito em Serra Leoa. Enquanto Yuri negocia o pagamento, Vitaly se angustia com o fato de fornecer tantas armas a um povo já miserável, e entra em paranóia ao ver uma mulher e seu filho serem assassinados num acampamento próximo. Pega duas granadas e destrói metade do carregamento, matando inclusive o filho do ditador liberiano, e acaba sendo morto. Yuri, apesar do remorso, consola-se: "Dizem que o mal prevalece quando os bons homens falham em agir. Deveriam dizer que o mal prevalece".
Yuri despacha o corpo do irmão, já livre das balas que o mataram, de volta aos Estados Unidos. Mas um oficial da alfândega o detém. Uma bala ainda restara no corpo de Vitaly, e Yuri é detido. Na cadeia, ele pensa "De todas as milhões de balas que já transportei, uma única que havia restado no corpo de meu irmão foi a que me deteve". Ava descobre o contêiner secreto de Yuri, pega o filho e decide sair de casa. Jack, no regozijo de ter finalmente conseguido prendê-lo, senta-se numa sala com Yuri para explaná-lo das conseqüências da prisão. Mas é Yuri quem toma as rédeas da conversa, dizendo por que não passaria nem um dia na prisão: colocá-lo na prisão seria um embaraço enorme para o governo estadunidense, já que era ele quem fornecia o armamento dos inimigos dos inimigos americanos, e seus compradores eram úteis à política externa do governo.
Livre novamente, sem família ou amigos, retorna à venda de armas. Na cena final do filme, Yuri Orlov está no norte da África, parado numa barreira militar. Diz ao vigia que está transportando guarda-chuvas. "Guarda-chuvas? No Saara?", diz um deles, incrédulo. "Guarda-sóis", responde Yuri, entregando-lhe um vultoso suborno, recebendo um sinal de passagem para o carro.
O filme acaba afirmando que os cinco membros permanentes do Conselho de Segurança da ONU, EUA, Reino Unido, França, Rússia e China, são os maiores comerciantes de armas do mundo, encerrando-se com a frase "este filme é baseado em fatos reais", enquanto a câmera se desloca de Nicolas Cage para o amontoado de balas ao seus pés, decaindo então para os créditos finais.

## Elenco
- Nicolas Cage .... Yuri Orlov (Baseado em Viktor Bout)
- Jared Leto .... Vitaly Orlov
- Ethan Hawke .... Jack Valentine
- Bridget Moynahan .... Ava Fontaine
- Eamonn Walker .... André Baptiste (Baseado em Charles Ghankay Taylor)
- Ian Holm .... Simeon Weisz
- Tanit Phoenix .... Candy
- Donald Sutherland .... Coronel Oliver Southern (voz)
- Weston Coppola Cage .... Vladimir
- Sammi Rotibi .... André Baptiste, Jr.
- Eugene Lazarev .... General Dmitri Orlov
- Kobus Marx .... Boris

## Precisão histórica
Os detalhes do enredo sobre o mercado ilegal de armas, particularmente sobre as compras para África Ocidental, no início de 1990, estão estreitamente baseados em histórias reais e os povos originários da ex-União Soviética.
- O principal protagonista, Yuri Orlov, é vagamente baseado em várias pessoas.
  - Seu caráter como dominador de armas do mundo é baseada no revendedor Libanês-Armênio Sarkis Soghanalian
  - Seu nome corresponde ao sobrenome de Oleg Orlov, um empresário da Rússia preso na Ucrânia por suspeita de contrabando de mísseis para o Irã. O Orlov verdadeiro foi estrangulado em Kiev Lukyanivska Prison, em 2007, durante a investigação.[11]
  - History Channel atributui baseada na vida de Viktor Bout, um traficante de armas condenado notório por contrabando de armas e outras mercadorias através de vários aviação front-empresas.[12]
  - Sua formação é vagamente inspirado em Semion Mogilevich, um suspeito de mestre mental no crime organizado russo que nasceu na Ucrânia.
- O personagem Andre Baptiste, Sr. baseia-se parcialmente em Charles Ghankay Taylor, o President da Libéria até 2003.[13]
- O personagem Andre Baptiste Jr. baseia-se parcialmente no filho de Charles Ghankay Taylor, Charles McArther Emmanuel. O personagem exerce um banhado a ouro AKS-47, muito parecido com aquele encontrado nos aposentos privados do filho de Saddam Hussein, Uday Hussein, durante a invasão norte-americana do Iraque.
- O personagem Coronel Oliver Southern obviamente aponta para Oliver North, mais conhecido por seu envolvimento no Caso Irã-Contras

Os conflitos retratados no filme são todos os conflitos reais em países reais, em particular os Líbano, Sudão, Cambodja, Afeganistão, Libéria, Colômbia e Serra Leoa. Por outro lado, a imagem da Interpol como uma ação agência de segurança é inteiramente ficcional.

## Produção
Alguns dos diálogos de idioma russo no filme (principalmente os de Eugene Lazarev como general Orlov) contêm muito obsceno redação mat russo, traduzido por expressões muito mais suaves nas legendas em inglês originais. Não está claro se essas peças faziam parte do script, ou a improvisação de Lazarev.
Uma cena no filme apresenta 50 tanques, que foram fornecidos por uma fonte Checa. Os tanques estavam disponíveis apenas até dezembro do ano das filmagens, como o traficante precisava deles para vender na Líbia. A equipe de produção alugou 3.000 reais rifles SA Vz. 58 para substituir AK 47, porque eles eram mais baratos do que adereços das armas.

## Lançamento

### Resposta da crítica
Lord of War recebeu críticas bastante positivas dos críticos, o filme recebeu uma classificação de 61% em Rotten Tomatoes, o consenso afirma: "Enquanto Lord of War é um exame inteligente do comércio de armas, é demasiado disperso para conectar a sua conspiração" O filme também recebeu uma menção especial para a excelência no cinema do National Board of Review.
Ele recebeu uma pontuação de 62/100 a partir de Metacritic.

### Bilheteria
O filme arrecadou US$9,390,144 em sua semana de estréia, classificação nº3 na bilheteria norte-americana atrás de Just Like Heaven e O Exorcismo de Emily Rose. Depois do filme 7 semanas de lançamento, arrecadou um total de US$24,149,632 no mercado nacional nos EUA, e US$48,467,436 dólares no exterior, para um total mundial de US$72,617,068.

## Home media
O lançamento do DVD do Reino Unido Lord of War inclui, antes do filme, um anúncio para Anistia Internacional, mostrando a AK-47 que estão sendo vendidos em um canal de compras de estilo popular na televisão a cabo. O lançamento do DVD americano inclui um recurso de bônus que mostra as várias armas usadas no filme, permitindo que os usuários clicarem em cada arma para obter estatísticas sobre suas dimensões físicas e histórias. A seção de bônus DVD também contém um anúncio de serviço público de Nicolas Cage, abordando a questão da venda de armas ilícitas.